# Nejc Kolman
Nejc Kolman slovenski nogometaš, * 26. februar 1989, Šempeter pri Gorici.
Kolman je profesionalni nogometaš, ki igra na položaju vezista. Od leta 2023 je član italijanskega kluba Centro Sedia Calcio. Pred tem je igral za slovenske klube Tolmin, Nafta Lendava, Primorje in Celje, španska Racing de Ferrol in Compostelo, bolgarski Šumen 2010 ter avstralska Heidelberg United in Moreland Zebras. Skupno je v prvi slovenski ligi odigral 53 tekem in dosegel dva gola. Bil je tudi član slovenske reprezentance do 18 in 19 let. 
Tudi njegov brat Saša Kolman je nekdanji nogometaš.